# Sofía Sánchez Urgilés
Sofía Sánchez Urgilés (Cuenca, 7 de marzo de 1989) es una abogada, futbolista y política ecuatoriana, asambleísta nacional del Ecuador, desde 2023, y entre 2021 y 2023.

## Biografía
Nació el 7 de marzo de 1989, en la ciudad ecuatoriana de Cuenca. Sus padres fueron el abogado Washington Sánchez y la maestra Sandra Urgilés. A la edad de trece años, se interesó por el fútbol. En 2013 comenzó a jugar fútbol para el equipo de fútbol Carneras de la Universidad Politécnica Salesiana. Tuvo éxito en otros deportes que incluyeron carreras de 100, 200 y 400 metros para la provincia de Azuay. En baloncesto representó a la selección nacional cuando era adolescente jugando campeonatos sudamericanos en la ciudad de Buenos Aires  y jugó rugby con la selección nacional en 2013. Ese equipo fue a Trujillo en Perú para jugar en los Juegos Bolivarianos.
El fútbol era lo más importante para ella, pero su madre le aconsejó que priorizara sus estudios en la Universidad de Cuenca; su madre pensó que el fútbol no le proporcionaría un ingreso estable. Más tarde comentó que estaba agradecida por ese consejo y culminó sus estudios, graduándose como abogada.
En 2015, Sánchez viajó España para realizar sus estudios de maestría en la Universidad Autónoma de Barcelona; allí siguió jugando al fútbol con el Centre d'Esports Sabadell Futbol Club. Cuando regresó a Ecuador volvió al equipo Carneras UPS donde jugó durante el 2020 en la Superliga Femenina de Ecuador.

### Vida política
Inició sus pasos en la política en el Movimiento Renace del ex deportista Jefferson Pérez del cual ejerció como subdirectora y consiguió ser concejala suplente de Cuenca. Para el 2021, había dejado Renace para ser asambleísta por Pachakutik, siendo una de las 5 legisladores electos por la provincia de Azuay.
Fue miembro de la Comisión de Garantías Constitucionales, Derechos Humanos, Derechos Colectivos e Interculturalidad. Sánchez participó en el informe de la Comisión sobre los Pandora Papers que reveló detalles de las finanzas del presidente Lasso. Le preocupaba que el informe que se presentó al plenario de la Asamblea había sido modificado justo antes de un voto de aprobación en el comité. Se abstuvo de votar en noviembre de 2021 y Johanna Moreira apoyó su preocupación. No obstante, el informe fue aprobado.